# Emil Ankarcrona
Adolf Emil Ankarcrona, född den 20 februari 1833 i Uppsala, död den 1 november 1893 i Jönköping, var en svensk brukspatron. Han var son till Theodor Wilhelm Ankarcrona, måg till Carl Edward Norström samt far till Gustaf, Hugo och Anna Ankarcrona.
Ankarcrona var styresman för Husqvarna vapenfabrik 1862–1877. Han blev riddare av Vasaorden 1875.